# HVV Helmond in het seizoen 1959/60
Het seizoen 1959/1960 was het vijfde jaar in het bestaan van de Helmondse betaaldvoetbalclub Helmond. De club kwam uit in de Nederlandse Eerste divisie A en eindigde daarin op de 10e plaats.

## Wedstrijdstatistieken

### Eerste divisie A
|       | BVV   | Excelsior | Fortuna | 't Gooi | GVAV  | HVC   | KFC   | NOAD  | Rigtersbleek | Stormvogels | SVV   | Veendam | Vitesse | De Volewijckers | Wageningen |
| ----- | ----- | --------- | ------- | ------- | ----- | ----- | ----- | ----- | ------------ | ----------- | ----- | ------- | ------- | --------------- | ---------- |
| Thuis | 0 – 0 | 1 – 0     | 0 – 1   | 2 – 2   | 0 – 2 | 2 – 0 | 1 – 2 | 1 – 0 | 1 – 2        | 1 – 1       | 2 – 1 | 2 – 0   | 1 – 1   | 3 – 0           | 1 – 3      |
| Uit   | 1 – 1 | 1 – 1     | 0 – 1   | 0 – 1   | 3 – 2 | 4 – 0 | 0 – 0 | 5 – 2 | 1 – 1        | 2 – 1       | 2 – 2 | 0 – 1   | 6 – 1   | 3 – 1           | 1 – 1      |

## Statistieken Helmond 1959/1960

### Eindstand Helmond in de Nederlandse Eerste divisie A 1959 / 1960
| Stand | Gespeeld | Gewonnen | Gelijk | Verloren | Punten | Doelpunten voor | Doelpunten tegen |
| ----- | -------- | -------- | ------ | -------- | ------ | --------------- | ---------------- |
| 10e   | 30       | 9        | 10     | 11       | 28     | 34              | 44               |

### Topscorers
| Competitie \| # \| Naam \| \| \| ----------------- \| --------------------- \| -- \| \| 1. \| Jan van Leeuwen \| 10 \| \| 2. \| Wim van der Plas \| 7 \| \| 3. \| Marinus Lambooy \| 3 \| \| 3. \| Joep de Leeuw \| 3 \| \| 3. \| Willy van Neerven \| 3 \| \| 6. \| Len van den Boogaard \| 2 \| \| 6. \| Van Diesen \| 2 \| \| 8. \| Frans van der Linden \| 1 \| \| 8. \| Jan Manders \| 1 \| \| 8. \| Willy van Neerven jr. \| 1 \| \| Onbekend doelpunt \| \| \| \| – \| Onbekend \| 1 \| \| Totaal \| Totaal \| 34 \| |                       |      |
| # | Naam                  | Goal |
| 1. | Jan van Leeuwen       | 10   |
| 2. | Wim van der Plas      | 7    |
| 3. | Marinus Lambooy       | 3    |
| 3. | Joep de Leeuw         | 3    |
| 3. | Willy van Neerven     | 3    |
| 6. | Len van den Boogaard  | 2    |
| 6. | Van Diesen            | 2    |
| 8. | Frans van der Linden  | 1    |
| 8. | Jan Manders           | 1    |
| 8. | Willy van Neerven jr. | 1    |
| Onbekend doelpunt |                       |      |
| – | Onbekend              | 1    |
| Totaal | Totaal                | 34   |